# Joseph Lepaute Dagelet
Joseph Lepaute Dagelet (Thonne-la-Long, 25 novembre 1751 – Vanikoro, 1788) è stato un astronomo e matematico francese, morto durante la spedizione del navigatore Jean-François de La Pérouse in Oceania.

## Biografia
Membro di una famiglia di orologiai specializzati in cronografi per la marina, si trasferì a Parigi nel 1767 presso gli zii Jean-André e Jean-Baptiste Lepaute, che ricoprivano l'incarico di orologiai del re. 

Tra il 1767 e il 1772 si appassionò all'astronomia grazie a sua zia Nicole-Reine Lepaute, moglie di Jean-André e rinomata astronoma. Per cinque anni, Dagelet lavorò presso l'osservatorio del collegio Mazarino, dove divenne assistente principale di Jérôme Lalande.
Nel 1773 intervenne nella disputa tra il suo maestro Lalande e l'astronomo Jean Sylvain Bailly sulla paternità di alcune scoperte relative ai satelliti medicei. In una lettera a Jean III Bernoulli infatti, Dagelet sostenne che non si potesse dubitare che la priorità spettasse «incontestabilmente» a Lalande. Ciò suscitò la reazione di Bailly che scrisse anch'egli una lettera aperta a Bernoulli in cui spiegava con maggiori dettagli e con una certa moderazione di toni le basi della tesi di Lalande e le motivazioni delle sue affermazioni.
Nel 1773, partì per la Terra Australis con Yves Joseph de Kerguelen-Trémarec. Per lo zelo dimostrato durante il viaggio, nel 1777 venne ricompensato con l'incarico a professore di matematica presso l'École militaire di Parigi.
È noto soprattutto per aver calcolato la distanza tra il centro del pianeta Mercurio e il Sole; per la realizzazione della mappa dell'eclissi solare del 1778; per la scoperta di una nova di magnitudo 6 nella costellazione del Sagittario (27, 28 e 29 luglio 1783) e per essere stato uno degli scienziati scelti per osservare il secondo volo in mongolfiera di Jacques Alexandre César Charles presso il Campo di Marte il 27 agosto 1783.
Nel 1780 presentò una serie di osservazioni di pianeti e di stelle all'Accademia francese delle scienze, dove venne nominato assistente e poi astronomo associato nel 1785. Nel 1783, pubblicò delle memorie sull'afelio di Venere e sulla durata dell'anno.
Nel 1785 si imbarcò a Brest come membro della spedizione scientifica guidata da Jean-François de La Pérouse, durante la quale perse la vita.